# 高見澤勝
高見澤 勝（たかみざわ まさる、1981年7月14日 - ）は、日本の陸上競技（男子長距離走・マラソン）元選手・現指導者。既婚、二児の父

## 経歴
- 1981年7月14日、長野県木曽郡大桑村出身。
- 佐久長聖高等学校から山梨学院大学商学部卒。
- 佐久長聖高校では長距離のエースとして、同期である中距離のエース佐藤清治との2枚看板で同校の高校駅伝での躍進を牽引した。
- 山梨学院大学時代には、関東インカレや東京箱根間往復大学駅伝競走などの主要大会に出場。4年次には陸上競技部主将を務めた。
- 1年時の第77回箱根駅伝では8区に出走し、順位を上げることはできなかったが、区間3位の快走を見せた。
- 2年時の第33回全日本大学駅伝は7区に出走し、区間2位・区間新記録を叩き出した。しかし、第78回箱根駅伝に出走することは無かった。
- 3年時の第79回箱根駅伝は3区に出走し、区間7位の走りでチームの往路優勝に貢献した。
- 4年時の第15回出雲駅伝はエース区間の3区を担当。区間4位の快走で9位から4位に順位を押し上げた。しかし、学生ラストランとなった第80回箱根駅伝ではエース区間の4区を任されるが区間10位に留まり、チームも総合12位に終わり8年ぶりにシード落ちを喫した。
- 山梨学院大学から日清食品に就職、以後4年間、日清食品陸上競技部選手として活動。
- 2008年4月、日清食品を退職。その後母校（佐久長聖高校）の教員に転身、同高校教員クラブに所属する傍らで、現役選手としての活動も続けていた。
- 2008年8月31日、2008年北海道マラソン男子の部に出場。2時間12分10秒の自己ベスト記録でマラソン初優勝を飾った。長野県出身者のマラソン最高記録は伊藤国光の2時間07分57秒（北京||1986年10月19日）だが、長野県陸協登録ではなかったために高見澤の記録が現在の長野県最高記録となっている。長野県出身者では他に中山竹通、帯刀秀幸が2時間8分台の記録を持っている。
- 2010年4月18日、2010年長野オリンピック記念長野マラソン男子の部に出場、日本人トップの4位でゴール。
- 2010年5月、現セカンドウィンドAC所属で当時現役選手（現・SWACスタッフ）の嶋原清子と結婚した。
- 2010年8月29日、2010年北海道マラソン男子の部に出場、日本人ではトップの4位に入った。
- 2011年3月、佐久長聖高校駅伝部監督を務めた両角速が東海大学陸上競技部監督へ転任するのを機に、同高校の後任駅伝部監督に就任。同年2月27日、東京マラソンの出場をもって現役引退、今後は指導者に専念する事を発表した。
- 2012年12月6日、妻・嶋原清子が第一子を出産、一児の父親となる。
- 2014年1月19日、全国都道府県対抗男子駅伝（ひろしま駅伝）に長野県チーム代表の監督として、同チームを5年ぶり6回目の優勝（記録：2時間19分20秒）に導いた。
- 2017年12月24日に行われた第68回 全国高校駅伝にて佐久長聖高等学校が9年ぶり2度目の優勝。
- 2023年12月24日に行われた第74回全国高校駅伝で、佐久長聖高校が2時間1分00秒の大会新記録で6年ぶり3度目の優勝。

## 主な戦績
- 箱根駅伝：3回出場
  - 第77回 8区 1時間5分25秒 区間3位
  - 第79回 3区 1時間4分8秒 区間7位
  - 第80回 4区 1時間5分25秒 区間10位
- 出雲駅伝（2003年大会）
  - 第15回 3区 25分14秒 区間4位
- 全日本大学駅伝（2001年大会）
  - 第33回 第7区 34分42秒 区間2位・区間新
- 東京マラソン2008
  - 第2回（15位/2時間14分57秒）
- 北海道マラソン2008
  - 第22回（優勝/2時間12分10秒）
- 長野マラソン2009
  - 第11回（9位/2時間17分25秒）
- アテネクラシックマラソン2009
  - 第27回（7位/2時間17分24秒）
- 長野マラソン2010
  - 第12回（4位/2時間13分04秒）
- 北海道マラソン2010
  - 第24回（4位/2時間18分17秒）
- 東京マラソン2011
  - 第5回（19位/2時間16分12秒）